# عزل ووهان 2020

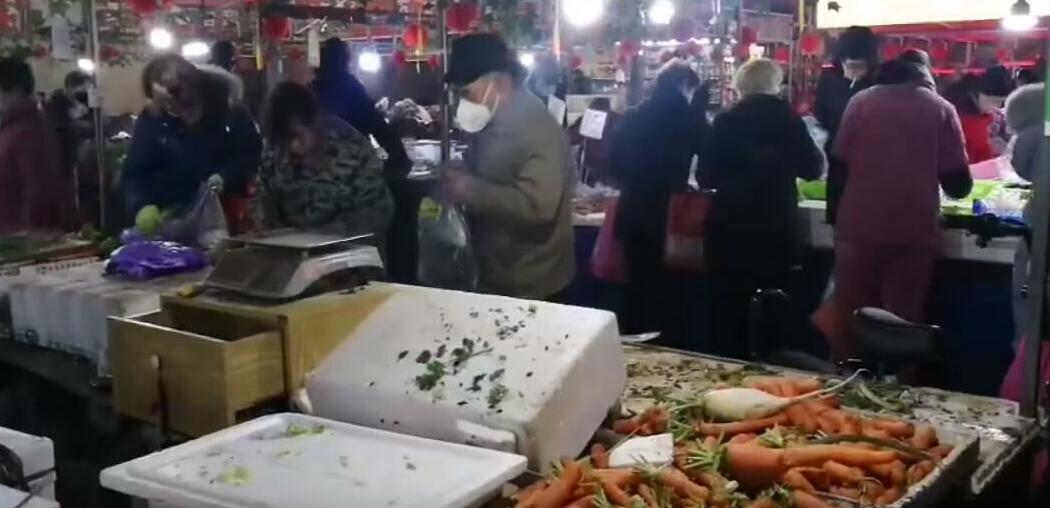
يهرع الناس في ووهان لشراء الخضروات

في 23 كانون الثاني (يناير) 2020، فرضت الحكومة المركزية لجمهورية الصين الشعبية إغلاقًا في ووهان ومدن أخرى في مقاطعة هوبي في محاولة لحجر مركز مركز فيروس كورونا الجديد المكتشف حديثًا 2019-nCoV لمنع حدوث وباء. يشار إلى هذا الحادث عادة باسم «تأمين ووهان» في وسائل الإعلام. على الرغم من أن منظمة الصحة العالمية (WHO) أشارت إلى أنها تجاوزت الإرشادات الخاصة بها، فقد أثنت على هذه الخطوة، ووصفتها بأنها «غير مسبوقة في تاريخ الصحة العامة».

## خلفية
ووهان هي عاصمة مقاطعة هوبى في الصين. ويبلغ عدد سكانها أكثر من 11 مليون نسمة، وهي أكبر مدينة في هوبي، المدينة الأكثر اكتظاظًا بالسكان في وسط الصين، وسابع أكبر مدينة صينية من حيث عدد السكان، وواحدة من تسع مدن وطنية مركزية في الصين. تقع ووهان في سهل جيانغهان الشرقي، عند التقاء نهر اليانغتسي وأكبر رافده، نهر هان. إنها مركز نقل رئيسي، حيث تمر عشرات السكك الحديدية والطرق والطرق السريعة عبر المدينة وتتصل بالمدن الكبرى الأخرى. بسبب دورها الرئيسي في النقل المحلي، تُعرف ووهان باسم "Thoroughfare Nine Provincial 'Thoroughfare" (九省通衢)  ويشار إليها أحيانًا باسم «شيكاغو الصين».

## إقفال تام

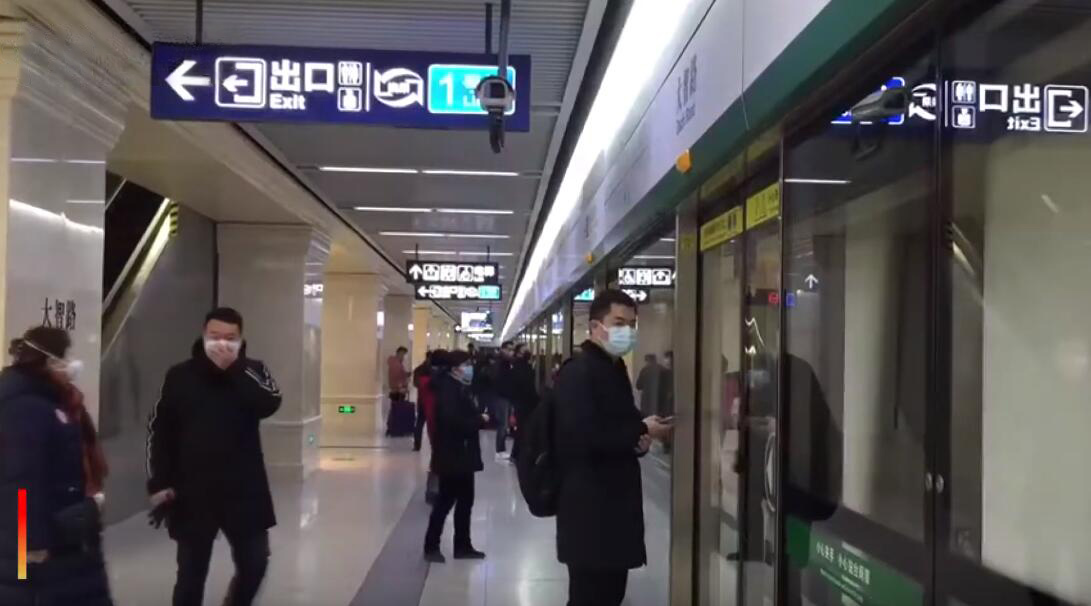
آخر قطار في مترو ووهان قبل الإغلاق

في منتصف ديسمبر 2019، أصيبت مجموعة من الناس، يرتبط الكثير منهم بسوق ووهان للمأكولات البحرية في ووهان، بالتهاب رئوي دون أي أسباب واضحة. بعد ذلك، ربط العلماء الصينيون الالتهاب الرئوي بسلالة جديدة من فيروس كورونا أعطيت التسمية الأولية 2019-nCoV.
في 10 كانون الثاني (يناير) 2020، تم الإبلاغ عن أول حالة وفاة و 41 إصابة مؤكدة سريريًا ناجمة عن فيروس كورونا الجديد.
بحلول 22 كانون الثاني (يناير) 2020، انتشر فيروس كورونا الجديد إلى المدن والمقاطعات الرئيسية في الصين، حيث تم الإبلاغ عن 571 حالة مؤكدة و17 وفاة. تم الإبلاغ عن حالات مؤكدة أيضًا في مناطق وبلدان أخرى، بما في ذلك هونغ كونغ وماكاو وتايوان وتايلاند واليابان وكوريا الجنوبية وسنغافورة والولايات المتحدة وأستراليا وكندا.
في الساعة 2 من صباح 23 يناير 2020، أصدرت السلطات إشعارًا يبلغ سكان مدينة ووهان بأنه سيتم تعليق جميع وسائل النقل العام، بما في ذلك الحافلات والسكك الحديدية والرحلات الجوية والعبارات اعتبارًا من الساعة 10 صباحًا. تم إغلاق مطار ووهان ومحطة ووهان للسكك الحديدية ومترو ووهان. كما لم يُسمح لسكان ووهان بمغادرة المدينة دون إذن من السلطات. تسبب إشعار هجرة من ووهان. أفادت الأنباء أن حوالي 300,000 شخص غادروا ووهان بالقطار وحده قبل إغلاق الساعة 10 صباحًا. بحلول مساء يوم 23 يناير، بدأت السلطات في إغلاق بعض الطرق السريعة الرئيسية التي غادرت ووهان. وجاء إغلاق المدينة قبل يومين من حلول السنة الصينية الجديدة، وهو أهم مهرجان في البلاد، وعادةً ما يكون موسم الذروة للسفر، حيث يسافر ملايين الصينيين عبر البلاد.
بعد إغلاق ووهان، تم وضع أنظمة المواصلات العامة في مدينتي ووهان المجاورتين على مستوى المحافظات، وهما هوانغقانغ وإيزو. ما مجموعه 12 مقاطعة أخرى إلى المدن على مستوى المحافظة في مقاطعة هوبى، بما في ذلك هوانغشى، تشيبي، جينغتشو، ييتشانغ، إكسياوجان، جينغمن، تشيجيانغ، تشيانجيانغ، إكسيانتاو، شياننينغ، دانجيانج وانشى وضعت، قيود على السفر قبل نهاية 24 يناير وبذلك يصل عدد الأشخاص المتأثرين بالقيود إلى أكثر من 40 مليون شخص.

## الآثار وردود الفعل
أدت الهجرة الجماعية من ووهان قبل الإغلاق إلى ردود غاضبة على Weibo من سكان المدن الأخرى الذين يشعرون بالقلق من احتمال أن يؤدي ذلك إلى انتشار فيروس كورونا الجديد إلى مدنهم. يهتم البعض في ووهان بتوفر المؤن والمستلزمات الطبية بشكل خاص خلال فترة الإغلاق.
ووصفت منظمة الصحة العالمية إغلاق ووهان بأنه «غير مسبوق» وقالت إنه أظهر «مدى التزام السلطات باحتواء الاختراق الفيروسي». ومع ذلك، أوضحت منظمة الصحة العالمية أن هذه الخطوة ليست توصية قدمتها منظمة الصحة العالمية ويجب على السلطات أن تنتظر لترى مدى فعاليتها. ذكرت منظمة الصحة العالمية بشكل منفصل أن إمكانية إغلاق مدينة بأكملها مثل هذه «جديدة في العلم».
انخفض مؤشر CSI 300، وهو مقياس إجمالي لأهم 300 سهم في بورصتي شانغهاي وشنتشن، بنسبة 3٪ تقريبًا، وهي أكبر خسارة في يوم واحد منذ حوالي 9 أشهر، بسبب إغلاق ووهان، حيث فزع المستثمرون من هذا الإجراء الشديد. سعى ملاذا آمنا لاستثماراتهم.
لقد تسبب القفل في حالة من الذعر في مدينة ووهان، وقد عبر الكثيرون عن قلقهم من قدرة المدينة على مواجهة تفشي المرض. يبقى مجهولًا ما إذا كانت التكاليف الكبيرة لهذا الإجراء، من الناحية المالية ومن حيث الحرية الشخصية، ستترجم إلى مكافحة فعالة للعدوى.
جادل المؤرخ الطبي هوارد ماركيل بأن الحكومة الصينية «ربما تبالغ في رد فعلها، وتفرض عبئًا غير مبرر على السكان»، وأن «القيود المتزايدة، التي تم فرضها بثبات وشفافية، تميل إلى العمل بشكل أفضل بكثير من الإجراءات الوحشية».